# Nigritella
Nigritella é um género botânico pertencente à família das orquídeas (Orchidaceae).